# هوغو فراي
هوغو فراي (بالإنجليزية: Hugo Frey)‏ هو ملحن وعازف بيانو أمريكي، ولد في 26 أغسطس 1873، وتوفي في 13 فبراير 1952.

## وصلات خارجية
- هوغو فراي على موقع IMDb (الإنجليزية)